# Lothar Ehrlich (Regisseur)
Lothar Ehrlich (* 1924 in Dresden; † 26. Februar 2008 ebenda) war ein deutscher Theaterregisseur und Übersetzer.

## Leben
Ehrlich studierte Ende der 1940er Jahre bei Ernst Bloch und Hans Mayer Philosophie und Germanistik an der Karl-Marx-Universität Leipzig. Neben seiner Arbeit als Dramaturg und Regisseur sowie Übersetzer und Bearbeiter klassischer französischer Dramatik war er mehr als vier Jahrzehnte als Theaterkritiker in Dresden und Sachsen präsent.

## Übersetzungen (Auswahl)
- Moliere: Die Affäre in der Rue de Lourcine und andere Einakter, Übersetzung: Lothar Ehrlich
- Moliere: George Dandin, Übersetzung: Lothar Ehrlich
- Émile Zola: Der Scheintote und seine Erben, Übersetzung: Lothar Ehrlich
- Georges Courteline: Der Sendbote des Himmels, Übersetzung: Lothar Ehrlich
- Moliere: Die Streiche des Scapin, Übersetzung: Lothar Ehrlich, Regie: Lothar Ehrlich, Premiere am 26. Juni 1955 am Staatstheater Dresden[2]
- Pierre de Marivaux: Der Streit Übersetzung: Lothar Ehrlich, Regie: Ekkehard Dennewitz, Premiere am 1. Juli 1986  Theater Stralsund
- Pierre de Marivaux: Der Streit Bearbeitung: Horst Hawemann, Übersetzung: Lothar Ehrlich, Regie: Horst Hawemann, Premiere am 24. Januar 1997 am Volkstheater Rostock